# Люди, пов'язані з Дрогобичем
Відомі за межами Дрогобича люди, які народились або тривалий час жили та працювали в місті:

## А
- Ацедонський Зорян Тарасович (нар. 1977) — громадський та політичний діяч, директор Заслуженого Прикарпатського ансамблю пісні та танцю України «ВЕРХОВИНА».

## Б
- Бандура Володимир Михайлович (нар. 1956) — український дипломат.
- Елізабет Бергнер (1897—1986) — актриса театру та кіно.
- Володимир Білека (нар. 1979) — український професійний велогонщик.
- Борис Іван (1869—1923) — промисловець.
- Борис Ігор Володимирович (1983—2014) — український солдат.
- Броварський Лев Рудольфович (1948—2009) — український і радянський футболіст і тренер.

## В
- Валага Андрій Петрович (1962—2009) — український співак, музикант.
- Вантух Валентина Володимирівна (* 1944) — заслужена діячка мистецтв, народна артистка України.
- Казимир Вежинський (1894—1969) — польський поет.
- Йоахим Вейнгарт (1895—1942) — український та французький художник єврейського походження.
- Вексельберг Віктор Феліксович (нар. 1957) — російський підприємець українсько-єврейського походження, мільярдер.
- Венгринович Тирс Стефанович (1924—2002) — український художник-графік.
- Височанський Ігор Броніславович (нар. 1968) — український футболіст.
- Витвицька Меланія (1887—1963) — українська громадська діячка. Активістка українського жіночого руху.
- Вовк Богдан Ігорович (1969—2015) — старший сержант резерву Міністерства внутрішніх справ України, учасник російсько-української війни.

## Г
- Гавриляк Кирило (пом. 1946) — командир куреня УПА «Гуцульський», лицар Бронзового хреста бойової заслуги.
- Геврик Тит (нар. 1936) — український архітектор та історик.
- Гладун Алла Володимирівна (нар. 1962) — директор Музею «Дрогобиччина».
- Давид Горовіц (1899—1979) — ізраїльський економіст, перший президент центрального банку Ізраїлю (1954—1971).
- Леопольд Готтліб (1879—1934) — французький художник.
- Маврикій Готтліб (1856—1879) — єврейський маляр.
- Тарас Губицький (1908—1974) — діяч української діаспори в Канаді, відомий скрипаль, дириґент, музикознавець, композитор, педагог і громадський діяч.

## Д
- Дідач Ігор Йосипович (1974—2015) — український військовик.
- Юрій Дрогобич (1450—1494) — відомий вчений епохи Відродження, освітній діяч, поет, філософ, астроном, астролог.
- Дякун Юлія Іллівна (нар. 1918) — радянська вчителька, діячка Української РСР.

## Є
- Єсип Богдан Борисович (нар. 1978) — український футболіст.

## Ж
- Жеплинський Богдан Михайлович (нар. 1929) — інженер хімік-технолог, винахідник, бандурист, дослідник кобзарства, науковець, публіцист і громадський діяч.
- Жубіль-Книш Галина Миколаївна (нар. 1955) — українська письменниця і мисткиня.

## З
- Залокоцький Роман Федорович (1940—2021) — уродженець села Брониця (Дрогобицький район). В 1958—1959 роках навчався в Дрогобицькій школі майстрів будівельників, на Гірці, юрист, чемпіон світу з шахової композиції, міжнародний майстер FIDE, міжнародний арбітр з шахової композиції, заслужений майстер спорту України, гросмейстер України, почесний громадянин міста Самбора, радянський та український шаховий композитор (проблеміст), видав шість книг: одну по юриспруденції і п'ять по шаховій композиції
- Захарія Йосип Андрійович (1923—2021) — кандидат технічних наук, доцент.

## І
- Іванюш Ірина Ігорівна (нар. 1990) — український доброволець, учасниця російсько-української війни.
- Ієвлєва Людмила Григорівна (* 1941) — радянська легкоатлетка-бігунка з бар'єрами. Чемпіонка СРСР.
- Ісик Іван Васильович (1984—2014) — солдат Збройних сил України.

## К
- Камінський Євген Зіновійович (нар. 1947) — радянський футболіст та футбольний функціонер.
- Кобільник Володимир (1904—1945) — голова Студентської української громади в Кракові.
- Кобрин Володимир Іванович (1879—1941) — український юрист та перекладач, закатований з родиною НКВД.
- Козак Тарас Мирославович (нар. 1970) — український громадський діяч, політик.
- Козар Орест Григорович (нар. 1959) — радянський та український футболіст.
- Комар Юрій Ігорович (1992—2014) — сержант Збройних сил України.
- Коссак Григорій Йосипович (1882—1939) — командант УСС, полковник УГА.
- Еміліян Коссак (1804—1881) — український церковний і громадський діяч, священик УГКЦ, москвофіл.
- Коссак Іван Йосипович (1876—1927) — український військовий і громадський діяч, сотник Легіону Українських Січових Стрільців.
- Коссак Михайло (1815—1890) — львівський міщанин, громадський діяч-народовець, етнограф та історик.
- Коссак-Тарнавський Зенон (1907—1939) — український політичний і військовий діяч, провідний член УВО і ОУН.
- Костенко Павло Петрович (нар. 1976) — український політик та громадський діяч.
- Коцко Василь Федорович (1873—1942) — діяч комуністичного руху в Західній Україні.
- Коцко Ольга Василівна (1899—1942) — учасниця комуністичного руху в Західній Україні.
- Кошелєв Сергій Сергійович (нар. 1992) — німецький виконавець українського походження.
- Кулиняк Михайло Андрійович (нар. 1969) — український державний діяч.
- Курчик Тарас Михайлович (нар. 1969) — український співак.
- Кушнір Володимир — уродженець міста (30 квітня 1894, Дрогобич — † жовтень 1970, Оушен (Нью-Джерсі)[1]), старший десятник УГА, брав активну участь у підготовці Листопадового зриву в Дрогобичі, служив в Повітовій Команді Жандармерії УГА в Дрогобичі.

## Л
- Вільгельм Леопольський (1828—1892) — польський художник.
- Герман Ліберман (1870—1941) — польський політичний діяч.
- Ефраїм Моше Лілієн (1874—1925) — єврейський, польський і німецький художник, графік, гравер, дизайнер, фотограф, книжковий ілюстратор, діяч сіоністського руху.

## М
- Іван Медицький — русинський іконописець.
- Мельник Андрій Атанасович — уродженець Дрогобиччини (* 12 грудня 1890, Воля Якубова Дрогобицького повіту в складі Австро-Угорщини — † 1 листопада 1964, Клерво, Люксембург), полковник армії УНР, військовий і політичний діяч, один з найближчих соратників Євгена Коновальця. Організатор формації Січових Стрільців у Києві, один з організаторів УВО. З 1938 — голова Проводу ОУН; в'язень німецьких концтаборів. З 1945 — в еміграції.

## П
- Палій Ігор Орестович (нар. 1963) — український художник.
- Пацлавський Віктор (1884—1974) — галицький громадський діяч, юрист, адвокат, представник ЗУНР, організатор музичного життя в Дрогобичі
- Попович Ярослав Павлович (нар. 1980) — український професійний велогонщик.

## С
- Соловій Христина Іванівна (нар.17 січня 1993, Дрогобич, Львівська область, Україна) українська співачка, авторка пісень та музики. Півфіналістка вокального шоу «Голос країни-2013». Її дебютний відеокліп «Тримай» увійшов до списку найпопулярніших україномовних музичних відео на YouTube та приніс співачці премію YUNA. Випустила 2 студійних альбоми і 3 сингли.
- Скрипник Андрій Вікторович (1985—2022) — солдат збройних сил України, учасник російсько-української війни.

## У
- Ушневич Олег Михайлович (*20 червня 1982, місто Дрогобич, Львівська область — †20 лютого 2014, Київ) — громадський активіст, активний учасник Євромайдану, боєць Небесної сотні, загинув 20 лютого 2014 року від пострілу снайпера.
- Угрин Зенон Романович (28 серпня 1960, Дрогобич —4 грудня 2013, Дрогобич) — радянський та український футболіст, що грав на позиції нападника та півзахисника.

## Ч
- Чешек Севастьян (пом. бл. 1612) — львівський скульптор, автор пізньоренесансного надгробку Катерини Рамултової в костелі святого Варфоломія у Дрогобичі.

## Ш
- Шахсінов Андрій Анатолійович (1983—2022) — молодший сержант Збройних Сил України. Загинув в бою за Батьківщину.
- Шостак Мар'яна Володимирівна (* 2000) — українська бігунка. Учасниця Олімпійських ігор-2024. Чемпіонка України.
- Бруно Шульц (1892—1942) — польський письменник та художник єврейського походження.

## Я
- Якубув Андрій Євгенійович (нар.2 червня 1995, Дрогобич, Львівська область, Україна) — адвокат та громадський діяч в Іспанії, представник української діаспори.